# Sars-le-Bois
Sars-le-Bois è un comune francese di 66 abitanti situato nel dipartimento del Passo di Calais nella regione dell'Alta Francia.

## Società

### Evoluzione demografica
Abitanti censiti